# Transferència de responsabilitats presidencials a Cuba (2006-2008)
La transferència de responsabilitats presidencials a Cuba durant el període 2006-2008 va consistir en la transferència de deures i obligacions de la presidència cubana de Fidel Castro al vicepresident primer, el seu germà Raül Castro, a conseqüència de l'operació i recuperació de Fidel d'una malaltia digestiva indeterminada que es creia que va ser una diverticulitis. Si bé Raül Castro va exercir les responsabilitats de president de l'Estat, durant aquest període Fidel Castro va retenir el títol de President de Cuba, formalment president del Consell d'Estat de Cuba.
La transferència de deures i obligacions, que va ser anunciada el 31 de juliol de 2006, estava d'acord amb l'Article 94 de la Constitució de Cuba, que estableix que “En cas d'absència, malaltia o mort del president del Consell d'Estat el substitueix en les seves funcions el primer vicepresident.”.
Fidel Castro havia exercit el poder des de l'any 1959 i era president de Cuba des de l'any 1976. Al moment de la seva operació en el 2006, tenia 79 anys. Els detalls complets de la seva malaltia no havien estat revelats encara pel govern cubà, la qual cosa va alimentar diverses especulacions sobre la gravetat del seu estat.
Després que un destacat doctor espanyol visités a Castro durant el mes de desembre del 2006 i anunciés que el líder cubà s'estava recuperant d'un problema digestiu, Castro va començar a realitzar aparicions ocasionals per televisió, ràdio i a la premsa. Segons el president de Veneçuela Hugo Chávez, qui va portar a cap diverses visites a l'Havana durant la convalescència de Castro, cap a abril del 2007 el seu homòleg cubà estava “recuperant-se” i havia continuat “amb una bona part de les seves tasques”. Ricardo Alarcón, president de l'Assemblea Nacional de Cuba, va expressar que Fidel Castro estaria recuperat per a competir per la seva reelecció en l'assemblea de l'any 2008.
El 19 de febrer de 2008 Fidel Castro va anunciar que no es presentaria com a candidat per a ser reelegit president en la pròxima reunió de l'Assemblea Nacional del Poder Popular de Cuba. Raül Castro va ser elegit president de Cuba, el 24 de febrer de 2008.